# فرلیخوو
فرلیخوو (به لهستانی:  Frelichów) یک روستا در لهستان است که در گمینا خبیه واقع شده‌است. فرلیخوو ۲٫۹۴ کیلومتر مربع مساحت و ۵۹۲ نفر جمعیت دارد.